# Myrmephytum beccarii
Myrmephytum beccarii Elmer è una pianta della famiglia delle Rubiacee, endemica delle Filippine.
L'epiteto specifico è un omaggio al naturalista italiano Odoardo Beccari (1843-1920).

## Biologia
È una specie epifita e mirmecofila.

## Distribuzione e habitat
L'areale di questa specie è ristretto all'isola di Sibuyan, nelle Filippine.